# Гранатовий браслет (повість)
Це стаття про повість, про однойменний фільм див.Гранатовий браслет (фільм, 1964)

«Гранатовий браслет» — повість Олександра Купріна, написана в 1911 році. В основу сюжету була покладена реальна історія, яку Купрін наповнив сумною поезією.

## Діючі особи
- Віра Миколаївна Шеїна — княгиня, кохана Желткова
- Василь Львович Шеїн — князь, губернський голова дворянства, чоловік Віри
- Георгій Желтков — чиновник контрольної палати
- Ганна Миколаївна Фріессе — сестра Віри
- Микола Миколайович Мірза-Булат-Тугановський — брат Віри, товариш прокурора
- Генерал Яків Михайлович Аносов — дідусь Віри і Анни
- Людмила Львівна Дурасова — сестра Василя Шеїна
- Густав Іванович Фріессе — чоловік Ганни Миколаївни
- Женні Рейтер — піаністка
- Васючок — молодий шибеник і гульвіса

## Сюжет
У день своїх іменин княгиня Віра Миколаївна Шеїна отримала від свого давнього, анонімного шанувальника в подарунок браслет, прикрашений рідкісним зеленим гранатом. Будучи одруженою жінкою, вона вважала, що не має права отримувати будь-які подарунки від сторонніх чоловіків. Її брат, Микола Миколайович, помічник прокурора, разом з князем Василем Львовичем знайшов відправника. Ним виявився скромний чиновник Георгій Желтков. Багато років тому він випадково на цирковій виставі побачив у ложі княгиню Віру і закохався в неї чистим і нерозділеним коханням. Кілька разів на рік, на великі свята він дозволяв собі писати до неї листи.
Тепер, після розмови з князем, йому стало соромно за ті вчинки, які могли скомпрометувати невинну жінку. Однак його любов до неї була настільки глибока і безкорислива, що він не міг уявити вимушену розлуку, на якій наполягали чоловік і брат княгині. Після їх відходу він написав прощального листа до Віри Миколаївни, в якому вибачався перед нею за все і просив послухати L. van Beethoven. Son № 2, ор. 2. Largo Appassionato. Потім він відніс квартирній господині повернений йому браслет з проханням повісити прикрасу на ікону Божої Матері (за католицьким звичаєм), замкнувся у своїй кімнаті і застрелився, не бачачи сенсу в подальшому житті. Желтков залишив посмертну записку, в якій пояснив — застрелився з причини розтрати державних грошей.
Віра Миколаївна, дізнавшись про смерть Желткова, запитала дозволу чоловіка і поїхала на квартиру самогубці, щоб подивитися хоча б раз на людину, яка стільки років сумирно любила її. Повернувшись додому, вона попросила Женні Рейтер зіграти щось, не сумніваючись, що та зіграє саме ту частину сонати, про яку писав Желтков. Сидячи в квітнику під звуки прекрасної музики, Віра Миколаївна притулилася до стовбура акації і плакала. Вона зрозуміла, що та любов, про яку говорив Аносов, про яку мріє кожна жінка, пройшла повз неї. Коли піаністка закінчила грати і увійшла до княгині, та стала цілувати її зі словами: «Ні, ні, — він мене пробачив тепер. Все добре».

## У кінематографі
У 1964 році за повістю був знятий в СРСР однойменний фільм (реж. Абрам Роом).